# بارفاثي ثيروفوتو
بارفاثي ثيروفوتو كوتوفاتا (من مواليد 7 أبريل 1988) (بالإنجليزية: Parvathy Thiruvothu)‏ هي ممثلة هندية تظهر في الغالب في الأفلام المالايالامية والتاميلية. حصلت على جائزة السينما الوطنية، وأربع جوائز فيلم فير، وجائزتي فيلم ولاية كيرلا.

## حياتها
ولدت في عائلة ناير في 7 أبريل 1988 في كاليكوت، ولاية كيرالا، خلال سنوات دراستها انتقلت مع عائلتها إلى ثيروفانانثابورام، وأكملت درجة البكالوريوس في الأدب الإنجليزي من كلية أول سينتس، وكانت تعمل مذيعة تلفزيونية في كيران تي في، وهي قناة موسيقية تعمل بدوام كامل مقرها في ثيروفانانثابورام. وايضاً هي راقصة بهاراتاتيام ومدربة.

## روابط خارجية
- بارفاثي ثيروفوتو على موقع IMDb (الإنجليزية)
- بارفاثي ثيروفوتو على موقع قاعدة بيانات الفيلم (الإنجليزية)